# Auerhahnteich
Der Auerhahnteich (auch Auerhahner Teich) im Harz ist ein 1684 angelegter Kunstteich bei Clausthal-Zellerfeld im Landkreis Goslar in Niedersachsen. Er gehört zu den Oberharzer Teichen und diente der Aufschlagwasserversorgung der Bergwerke auf dem Bockswieser Gangzug. Das Aufschlagwasser wurde durch den 1150 m langen Auerhahner Graben zunächst dem Herzog-Anton-Ulrich-Schacht zugeführt. Dem Auerhahnteich wiederum wurde Wasser auch von der Schalke durch den 1440 m langen, heute stillgelegten Bärenthaler Graben zugeführt.
Der Stauteich liegt im Oberharz im Naturpark Harz. Er befindet sich rund 8 km nördlich von Clausthal-Zellerfeld, bereits auf dem Gebiet der ca. 11 km entfernten Stadt Goslar. Der Auerhahn-Teich ist der oberste der sechs Teiche der Auerhahn-Kaskade am Grumbach. Der Goslarer Ortsteil Hahnenklee bezieht sein Trinkwasser unter anderem aus dem Auerhahnteich. Der Auerhahnteich ist Bestandteil des Oberharzer Wasserregals und damit auch des Weltkulturerbes Bergwerk Rammelsberg, Altstadt von Goslar und Oberharzer Wasserwirtschaft.
Der Name des Teiches resultiert aus dem nahegelegenen Sattel mit kleinem Anwesen namens Auerhahn. Hier befindet sich auch ein ehemaliges Weghaus, das als Berggasthaus Auerhahn bis Anfang der 2000er-Jahre bewirtschaftet wurde. Des Weiteren steht dort ein privates Ferienhaus sowie ein ehemaliges Forsthaus.

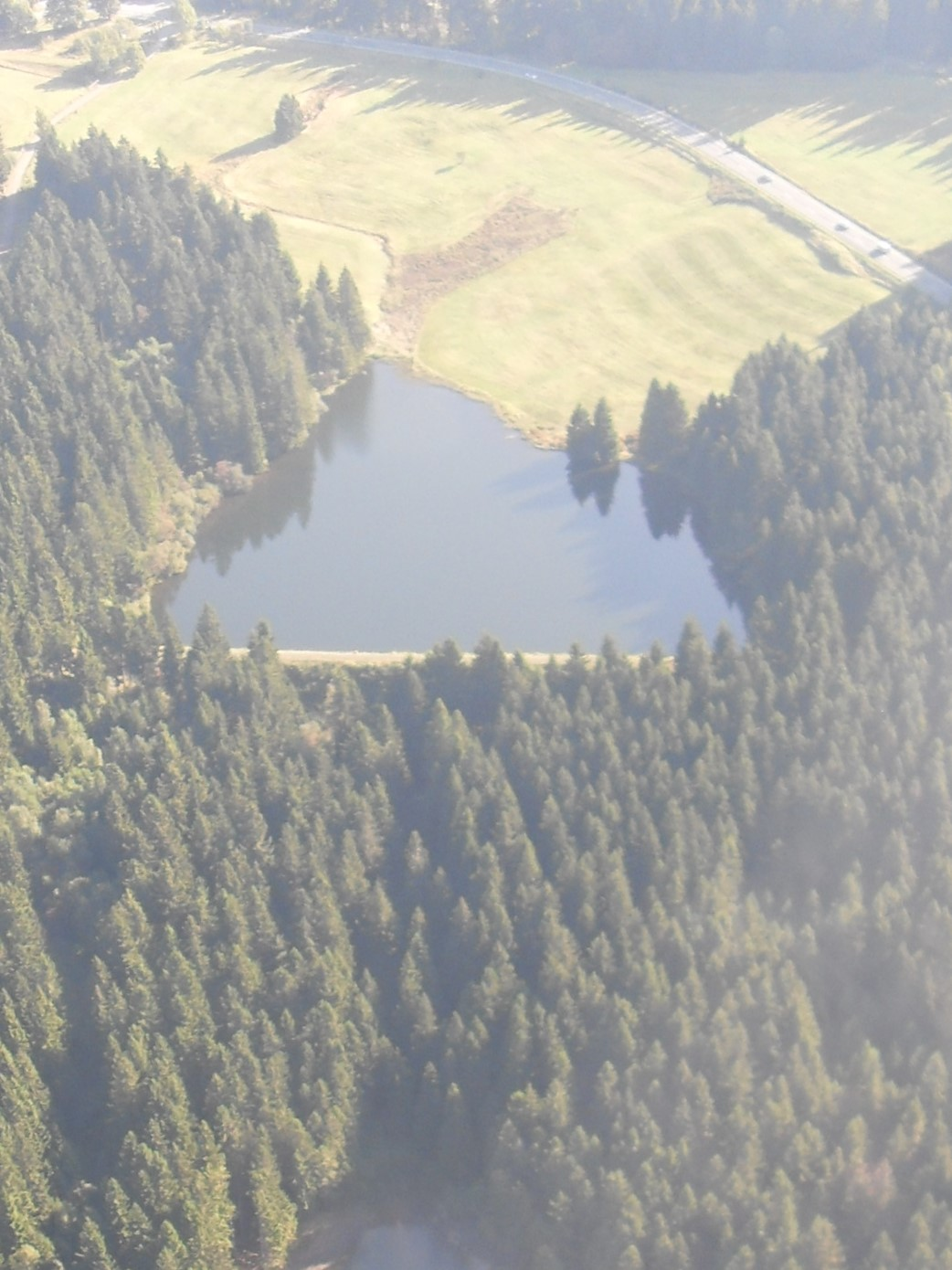
Luftbild vom Auerhahnteich, September 2009
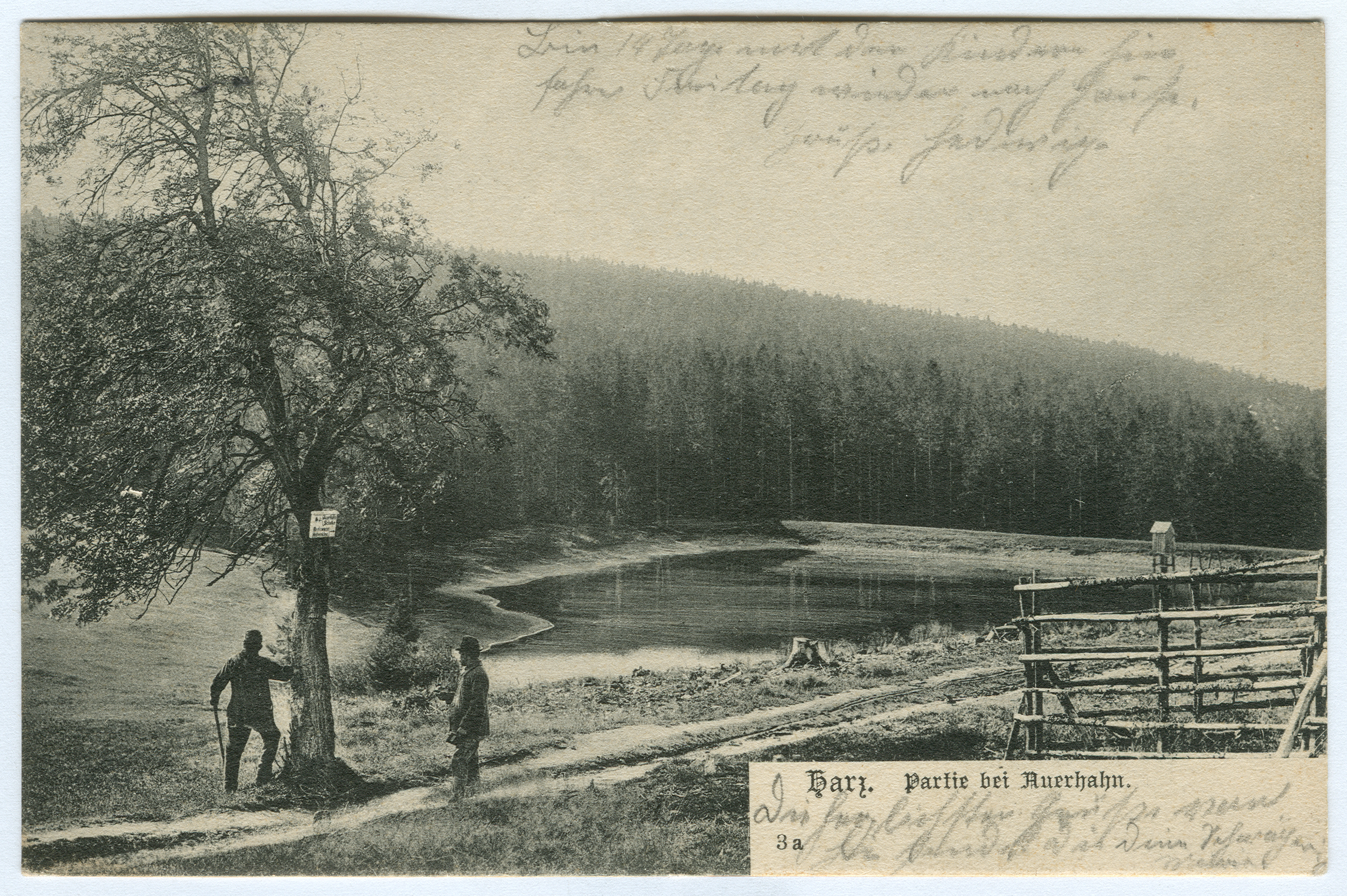
Der Auerhahnteich auf einer historischen Postkarte um 1900
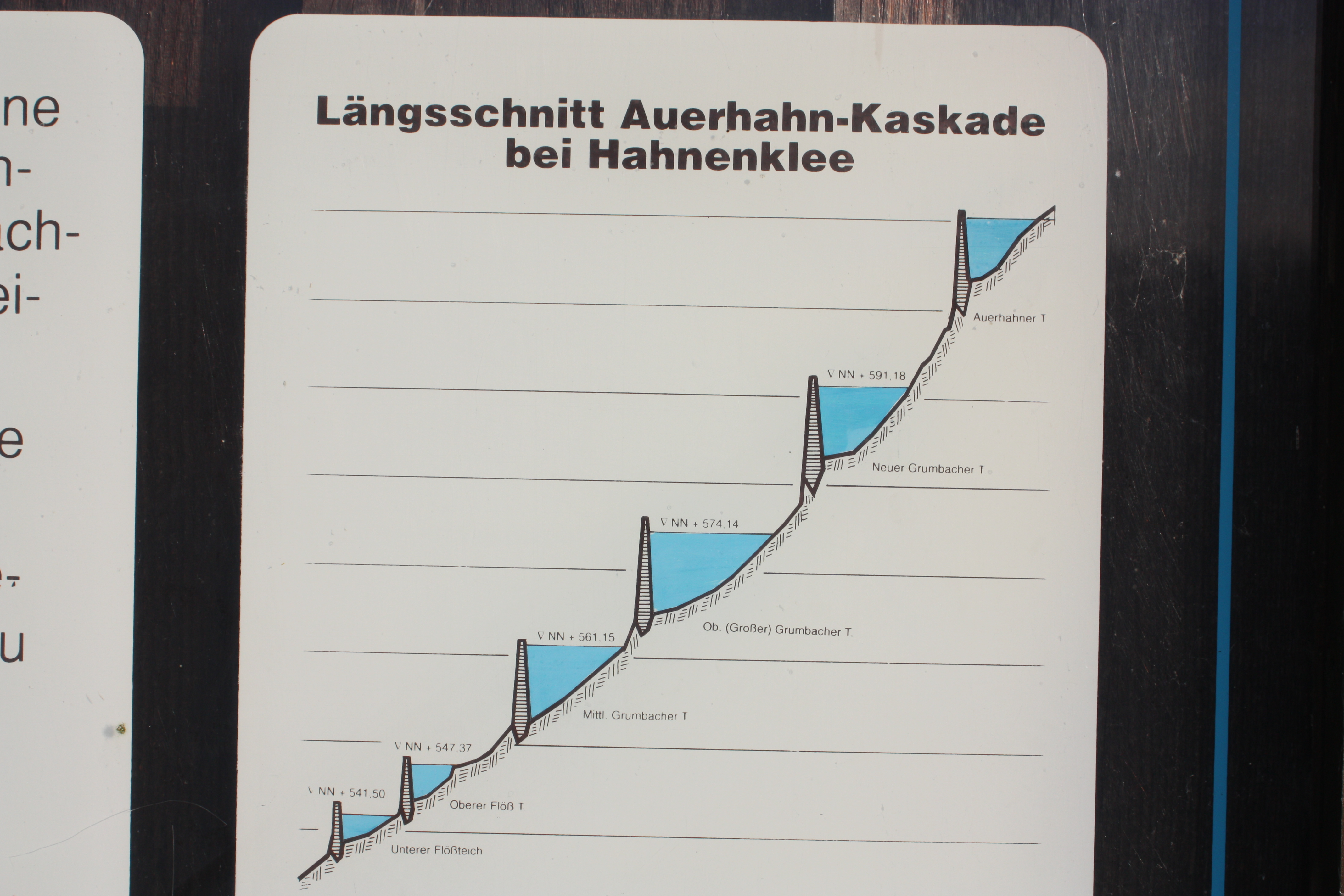
Infotafel Kaskadenaufbau am Auerhahnteich
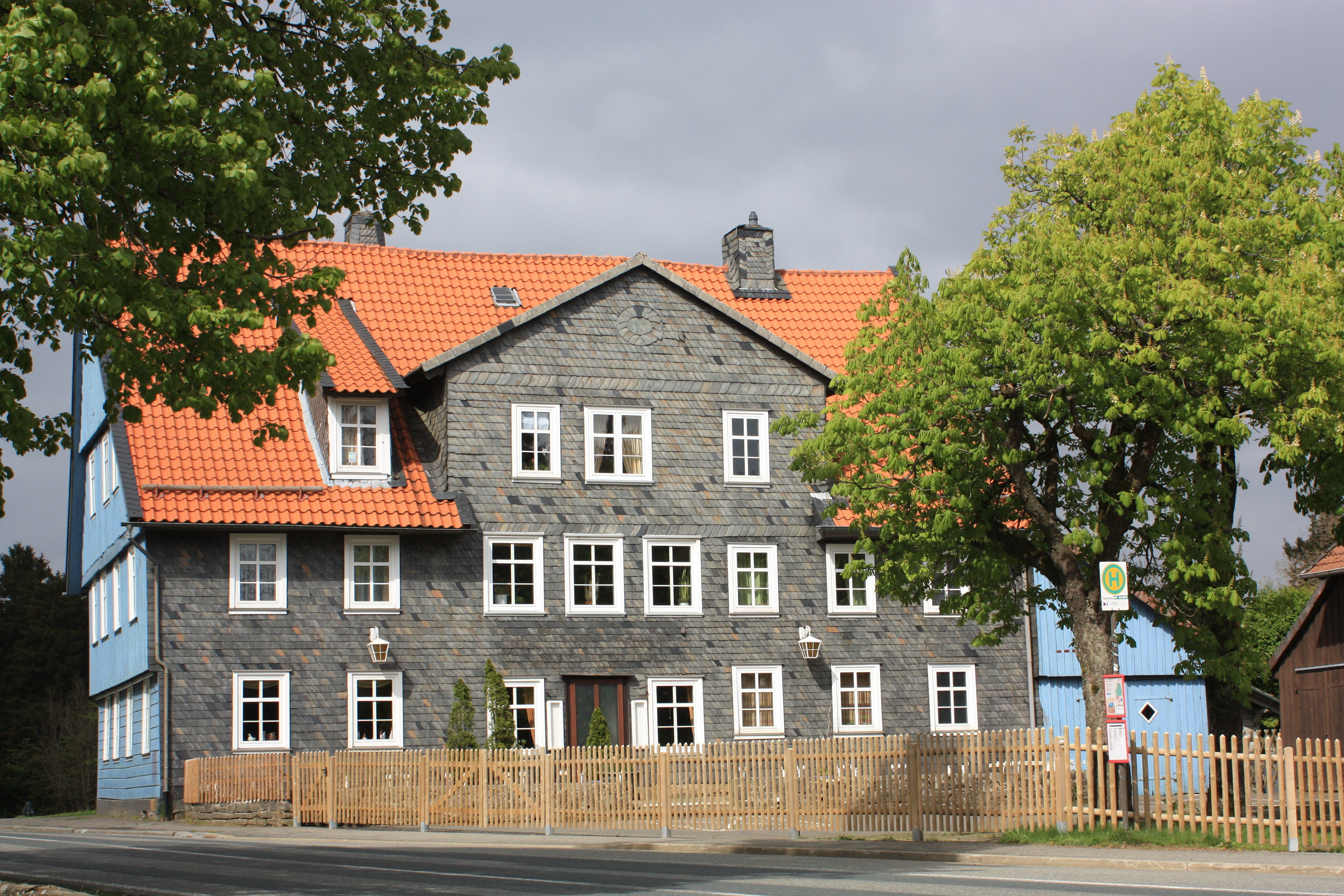
Ehemalige Gaststätte oberhalb des Auerhahnteich